# Enric Franquesa
Enric Franquesa Dolz (San Cugat del Vallés, Barcelona, 26 de febrero de 1997) es un futbolista español que juega como defensa en el C. D. Leganés de la Segunda División de España.

## Trayectoria
Formado en las categorías inferiores del F. C. Barcelona, se crio en La Masía hasta alcanzar el filial azulgrana con quien debutó en edad todavía juvenil. Tras dos cesiones en la temporada 2016-17 en el C. E. Sabadell y el C. F. Gavà decidió poner rumbo al Villarreal B donde disputó dos temporadas en el grupo III de Segunda División B, en las que disputó más de 40 partidos, anotando cinco goles. Al final de la temporada, conseguiría el ascenso a Segunda División.
En julio de 2019 se comprometió para jugar la temporada 2019-20 en las filas del C. D. Mirandés de Segunda División, cedido por el Villarreal C. F. En las filas del conjunto de Miranda de Ebro disputó 27 partidos y 2037 minutos de juego entre liga y copa.
En agosto de 2020 firmó con el Girona F. C. para jugar la temporada 2020-21, también cedido por el Villarreal C. F. De este equipo se acabó desvinculando en julio de 2021 tras ser traspasado al Levante U. D., equipo con el que firmó por cuatro temporadas. La primera de ellas descendieron a Segunda División y a mitad de la siguiente se marchó prestado al C. D. Leganés. Disputó 13 partidos en lo que quedaba de campaña y la siguiente permaneció en el equipo después de llegar a un acuerdo para una nueva cesión. Esta incluía una opción de compra automática en caso de ascender, cosa que sucedió, y firmó hasta 2026.

## Estadísticas
Actualizado al último partido disputado el 9 de noviembre de 2024.
| Club                          | Div.          | Temporada     | Liga  | Liga  | Copas nacionales | Copas nacionales | Copas internacionales | Copas internacionales | Total | Total |
| Club                          | Div.          | Temporada     | Part. | Goles | Part.            | Goles            | Part.                 | Goles                 | Part. | Goles |
| ----------------------------- | ------------- | ------------- | ----- | ----- | ---------------- | ---------------- | --------------------- | --------------------- | ----- | ----- |
| F. C. Barcelona "B" · España  | 2.ª B         | 2015-16       | 1     | 0     | —                | —                | —                     | —                     | 1     | 0     |
| F. C. Barcelona "B" · España  | Total club    | Total club    | 1     | 0     | 0                | 0                | 0                     | 0                     | 1     | 0     |
| C. E. Sabadell F. C. · España | 2.ª B         | 2016-17       | 8     | 0     | —                | —                | —                     | —                     | 8     | 0     |
| C. E. Sabadell F. C. · España | Total club    | Total club    | 8     | 0     | 0                | 0                | 0                     | 0                     | 8     | 0     |
| C. F. Gavà · España           | 2.ª B         | 2016-17       | 16    | 0     | —                | —                | —                     | —                     | 16    | 0     |
| C. F. Gavà · España           | Total club    | Total club    | 16    | 0     | 0                | 0                | 0                     | 0                     | 16    | 0     |
| Villarreal C. F. "B" · España | 2.ª B         | 2017-18       | 25    | 1     | —                | —                | —                     | —                     | 25    | 1     |
| Villarreal C. F. "B" · España | 2.ª B         | 2018-19       | 20    | 4     | —                | —                | —                     | —                     | 20    | 4     |
| Villarreal C. F. "B" · España | Total club    | Total club    | 45    | 5     | 0                | 0                | 0                     | 0                     | 45    | 5     |
| C. D. Mirandés · España       | 2.ª           | 2019-20       | 23    | 0     | 4                | 0                | —                     | —                     | 27    | 0     |
| C. D. Mirandés · España       | Total club    | Total club    | 23    | 0     | 4                | 0                | 0                     | 0                     | 27    | 0     |
| Girona F. C. · España         | 2.ª           | 2020-21       | 31    | 4     | 3                | 0                | —                     | —                     | 34    | 4     |
| Girona F. C. · España         | Total club    | Total club    | 31    | 4     | 3                | 0                | 0                     | 0                     | 34    | 4     |
| Levante U. D. · España        | 1.ª           | 2021-22       | 16    | 0     | 2                | 0                | —                     | —                     | 18    | 0     |
| Levante U. D. · España        | 2.ª           | 2022-23       | 11    | 0     | 2                | 0                | —                     | —                     | 13    | 0     |
| Levante U. D. · España        | Total club    | Total club    | 27    | 0     | 4                | 0                | 0                     | 0                     | 31    | 0     |
| C. D. Leganés · España        | 2.ª           | 2022-23       | 13    | 0     | —                | —                | —                     | —                     | 13    | 0     |
| C. D. Leganés · España        | 2.ª           | 2023-24       | 41    | 2     | 0                | 0                | —                     | —                     | 41    | 2     |
| C. D. Leganés · España        | 1.ª           | 2024-25       | 12    | 1     | 0                | 0                | —                     | —                     | 12    | 1     |
| C. D. Leganés · España        | Total club    | Total club    | 66    | 3     | 0                | 0                | 0                     | 0                     | 66    | 3     |
| Total carrera                 | Total carrera | Total carrera | 217   | 12    | 11               | 0                | 0                     | 0                     | 228   | 12    |
| 1.                            |               |               |       |       |                  |                  |                       |                       |       |       |

## Palmarés

### Campeonatos nacionales
| Título           | Club          | País   | Año  |
| ---------------- | ------------- | ------ | ---- |
| Segunda División | C. D. Leganés | España | 2024 |